# Эдикт Диоклетиана о ценах

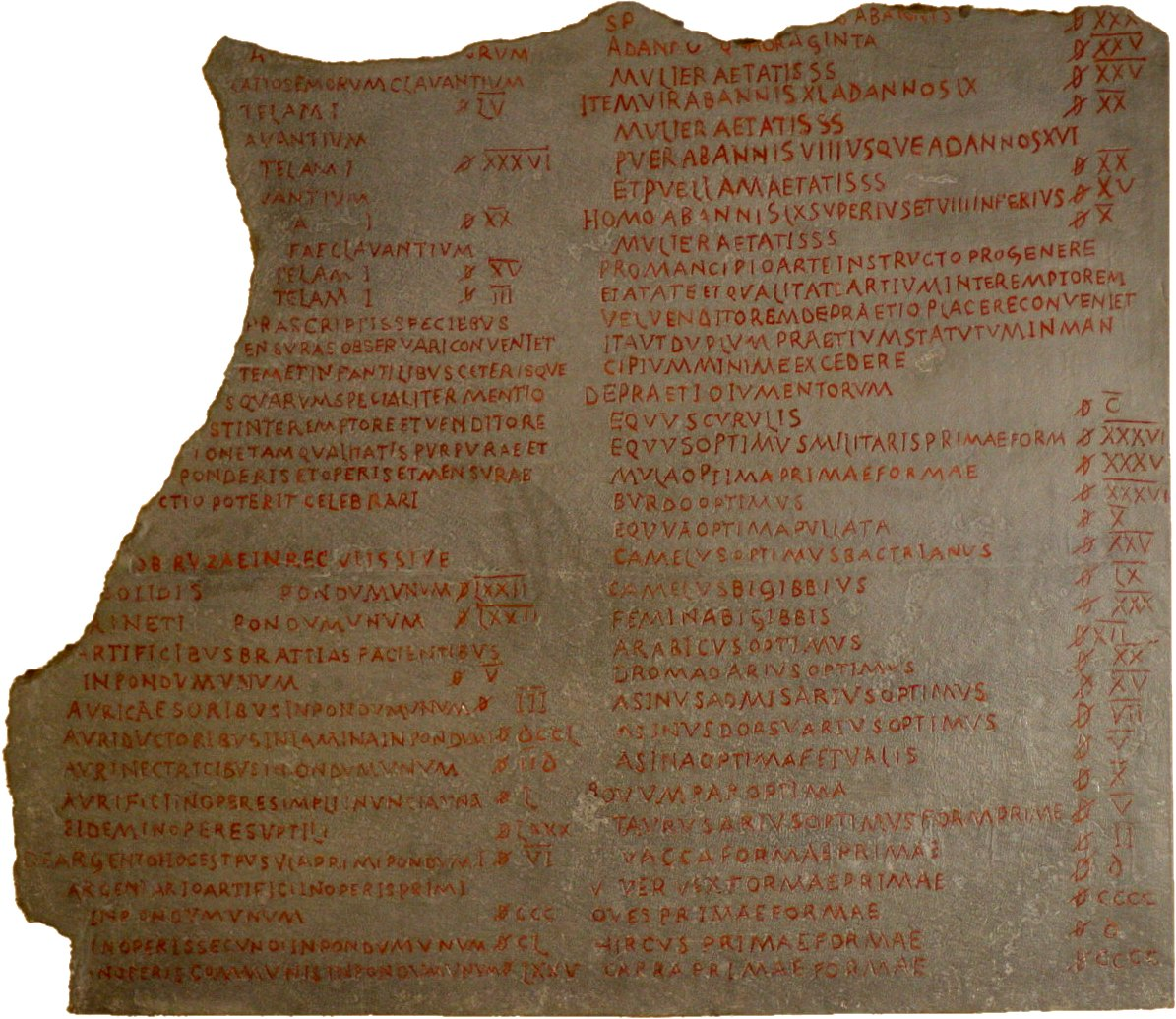
Камень с изображением Эдикта Диоклетиана

Эдикт Диоклетиана (лат. Edictum Diocletiani) о максимальных ценах — был издан при римском императоре Диоклетиане в 301 году и был направлен на борьбу со спекуляцией и ростовщичеством.
Эдикт Диоклетиана о ценах является крупнейшим последовательным обзором заработной платы и цен Римской империи. Как и многие современные случаи со вводом политики замораживания цен, эта практика провалилась, потому что она привела к товарному дефициту и передвижению товаров в теневую экономику.
Эдикт не был полностью сохранен и поэтому имеет некоторые пробелы. Сам текст несколько раз передавался фрагментами на латинском и греческом языках, и в некоторых случаях было возможно исправить ошибки, которые произошли во время перевода и написания, путем сравнения двух версий.
Секция эдикта с ценовыми тарифами разделена на 37 глав: от зерна и зарплаты, до морского фрахта.
Эдиктом устанавливались твёрдые цены на около 1000 продуктов питания и расценки на работу ремесленников и представителей других профессий.

## История
Диоклетиан издавал различные фискальные и монетарные указы с целью реформирования налоговой системы и стабилизации валюты. Трудно понять, в какой степени изменилась денежная система, поскольку значения и даже названия различных монет часто неизвестны.
Все монеты в эдикте были основаны на вышедшем из обращения денарии (который однако долгое время продолжал упоминаться как «условная единица»), который Диоклетиан надеялся заменить на систему, основанную на стоимости серебряного аргентуса и его фракций. Похоже, что аргентус имел номинальную стоимость, эквивалентную 100 динариям, а посеребренный нуммий 25-ти. Золотой ауреус, который к тому времени стоил около 833 динариев, будет заменен монетой под названием солид, оцененной в 1000 динариев (это валюта, отличная от солида, которую ввел Константин в 314 году). Монеты сохраняли свою номинальную стоимость во время правления Диоклетиана, но, за исключением бронзовых и медных монет, которые производились в массовом порядке, чеканка серебряных монет была очень редкой и мало влияла на экономику.
|           | Солид  | Аргентеус | Нуммий | Radiate | Laureate | Денарий |
| --------- | ------ | --------- | ------ | ------- | -------- | ------- |
| Солид     | 1      | 10        | 40     | 200     | 500      | 1000    |
| Аргентеус | 1/10   | 1         | 4      | 20      | 50       | 100     |
| Нуммий    | 1/40   | 1/4       | 1      | 5       | 12 1/2   | 25      |
| Radiate   | 1/200  | 1/20      | 1/5    | 1       | 2 1/2    | 5       |
| Laureate  | 1/500  | 1/50      | 2/25   | 2/5     | 1        | 2       |
| Денарий   | 1/1000 | 1/100     | 1/25   | 1/5     | 1/2      | 1       |

В любом случае, появление всех этих биллонных монет имело инфляционный эффект, и, пытаясь бороться с этой проблемой, Диоклетиан издал свой Эдикт о максимальных ценах в 301 году. Первые две трети эдикта удвоили стоимость медных и бронзовых монет и установили смертную казнь против спекулянтов, которых он обвинял в инфляции и которых он сравнивал с варварами, которые угрожали империи. Торговцам было запрещено перевозить свою продукцию на другие рынки, где они могли бы продавать по более высоким ценам, и транспортные расходы не могли быть использованы в качестве предлога для повышения конечной цены товара.
Эдикт Диоклетиана:

На рынках неумеренные цены настолько распространены, что безудержная страсть к наживе не уменьшается из-за обильных поставок товаров. Люди, чьей целью всегда является получение прибыли, за счет уменьшения всеобщего процветания, люди, которые владеют огромными богатствами, которых достаточно чтобы полностью удовлетворить целые нации, пытаются увеличить свои состояния и стремятся к разорительным процентам. Забота о человечестве побуждает нас ограничить алчность таких людей. Спекулянты, тайно нападая на общественное благосостояние, так завышают цены на товары, так что при единовременной покупке солдат лишается зарплаты и премии.
Поэтому мы постановили установить максимум цен, чтобы, если когда где-либо проявляется засилие высоких цен, жадность могла быть ограничена пределами нашего статута. Для обеспечения надлежащего исполнения любой, кто нарушит этот статут, подлежит смертной казни. Такое же наказание применяется к тому, кто в своем желании совершить покупку вступил в сговор в обход закона с жадным продавцом. Смертной казни также подлежит тот, кто полагает, что он должен убрать свои товары с общего рынка из-за этого постановления.
Мы призываем всех к верности, чтобы закон, установленный для общественного блага, соблюдался с послушанием и заботой.

## Предпосылки
На протяжении пятидесятилетнего Кризиса III века многочисленные императоры и претенденты на трон нуждались в большом состоянии для поддержания благосклонности своих солдат и чиновников. После широкого недовольства правлением императора Коммода, убитого в 192 году, было несколько претендентов на власть. В 193 году преторианцы пообещали сделать императором того, кто даст им больше денег. Пост купил Дидий Юлиан, но был очень непопулярн и вскоре его убили по заказу сенаторов . Фактическая власть оказалась у военачальников, защищавших границы от алеманнов, франков, саксов и персов; при этом же часто просто грабили провинции, по которым проходили их армии . К тому времени собственные монеты могли выпускать даже отдельные легионы, что вносило неразбериху в цены .
В 270 году император Аврелиан пришел к власти и несколько лет воссоединил империю, фактически распавшуюся на три части. Кризис окончательно закончился с приходом к власти Диоклетиана в 284 году. На протяжении всего правления Диоклетиан издал ряд указов, направленных на реформирование системы налогообложения и стабилизацию монетарной политики [1] . В 293 году Диоклетиан политически разделил империю на восточную и западную части, каждой из которых правили два императора, один старший и один младший. Он назначил Констанция и Галерия двумя своими младшими цезарями, а старшими назначил себя и Максимиана, создав тетрархию четырех императоров.
Предполагаемое время для достижения нужного эффекта от них составляло десятилетие. В тот период римская экономика, особенно в Средиземноморье, была наполнена большим количеством валюты других государств [1] [3] .

## Ценовая реформа

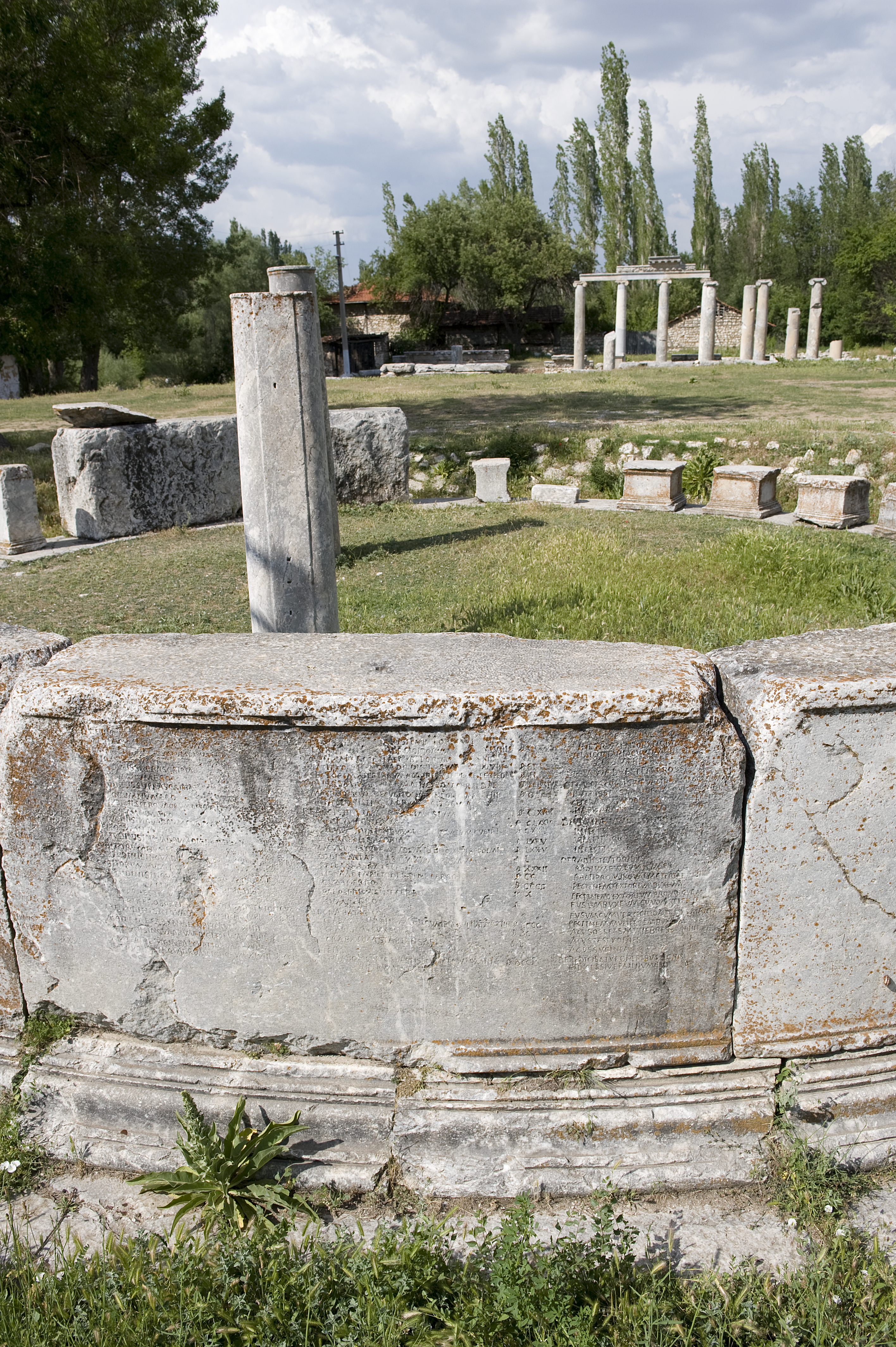
Вероятныe остатки мацеллума (продуктового рынка). На его сторонах прейскурант с ценами времен Диоклетиана.

Текст эдикта сохранился не полностью, мелкие части потеряны. При этом текст на латинском и греческом языках в некоторых версиях отличается по содержанию.
В двух первых третях эдикта красноречиво восхваляется тетрархия Диоклетиана и речь идет об увеличении вдвое стоимости медных монет и устанавливается смертная казнь для спекулянтов, обвиняемых в инфляции и сравнивавшихся с варварскими племенами, атаковавшими Империю. Торговцам было запрещено вывозить свои товары для продажи за большую стоимость в другие места, а транспортные расходы не могли быть оправданием для повышения цены . В прологе к эдикту говорится, что указанные цены максимальны, и если затраты низкие, можно взимать меньше. Однако более вероятно, что максимальные цены фактически стали обязательными. так в городах Фригии местным губернатором Фульвием Астиком добавлен постскриптум, четко объясняющий, что цены в эдикте являются не максимальными, а фиксированными стандартами, которых следует соблюдать всегда.
Последняя треть эдикта, разделенная на 37 глав, установила так называемый потолок цен — список максимальных цен для более чем тысячи товаров. Указываются: бобовые и крупы; вино; масло, соль и другие приправы; мясо; рыба; овощи, фрукты; заработная плата за разные работы; шкуры, кожа; обувь; кожаные изделия; изделия из верблюжьей и козьей шерсти; пиломатериалы; расчески, веретена; столбы, дрова; телеги, деревянные инструменты, металлы и терракота, керамика; слоновая кость, иглы; грузовые перевозки, фураж; перья, подушки, письменные принадлежности; одежду; заработная плата за вышивальничество; заработная плата за плетение; заработная плата за валку ткани; шелк; пурпур; шерстяные изделия; льняные изделия (в трех разделах); изделия из пурпура; золото и серебро; рабы; скот; мрамор и другой камень; дикие животные; воск, смола и т. п.; лекарства, краски, красители, лаки и т. п.; морские перевозки . Всего перечислены цены более чем на 1200 предметов потребления и услуг (часть записей потеряна), копии эдикта были высечены в камне на рыночных площадях по крайней мере 40 крупных городов в восточной части Империи.

## Последствия
Эдикт не достиг своей цели — остановить инфляцию, поскольку массовое производство монет с низкой стоимостью металла продолжало обесценивать валюту и повышать цены, в результате чего максимальные цены эдикта становились слишком низкими. Торговцы решили либо прекратить маркетинг некоторых товаров, либо продавать их нелегально, либо использовать бартер, Таким образом, эдикт изменил обмен товарами и торговлю. Иногда даже целые города перестали иметь возможность торговать. Кроме этого, из-за того, что в Указе также была установлена заработная плата, многие из них с фиксированной заработной платой, особенно солдаты, обнаружили, что покупательная способность их денeг становятся все меньше и меньше, поскольку искусственные цены не отражали фактических затрат. Некоторые авторы, такие как Эдвард Гиббон , идентифицируют Указ как одну из экономических причин падения Западной Римской империи.

## Меры веса в эдикте
- 1 модий: Italicus modius — 8,754 литра; castrensis modius — 17,51 литра;
- 1 либра — 327,45 грамма;
- 1 секстарий — 0,547 литра.

Денежная единица — общий денарий (лат. denarius communis), который являлся только счётной денежной единицей, а не реальной монетой.

## Цены на продукты питания
| Продукт      | Количество                                               | Цена (в динарах) |
| ------------ | -------------------------------------------------------- | ---------------- |
| латук, салат | 5 шт., 1 сорт (или 10 шт., 2го сорта)                    | 4                |
| капуста      | 5 шт., 1 сорт (или 10 шт., 2го сорта)                    | 4                |
| порей        | 10 шт., 1 сорт (или 20 шт., 2го сорта)                   | 4                |
| мангольд     | 5 шт., 1 сорт (или 10 шт., 2го сорта)                    | 4                |
| редька       | 10 шт., 1 сорт (или 20 шт., 2го сорта)                   | 4                |
| репа         | 10 шт., 1 сорт (или 25 шт., 2го сорта)                   | 4                |
| свежий лук   | 25 шт., 1 сорт (или 50 шт., 2го сорта)                   | 4                |
| чеснок       | 1 модий                                                  | 60               |
| огурцы       | 10 шт., 1 сорт (или 20 шт., 2го сорта)                   | 4                |
| морковь      | связка в 25 шт., 1 сорт (или связка в 50 шт., 2го сорта) | 6                |

| Продукт       | Количество                          | Цена (в динарах) |
| ------------- | ----------------------------------- | ---------------- |
| вишня         | 4 либры                             | 4                |
| абрикос       | 10 штук                             | 4                |
| персик        | 10 шт. (1 сорт) (или 20 шт. 2 сорт) | 4 (6)            |
| яблоки        | 10 шт. (1 сорт) (или 20 шт. 2 сорт) | 4                |
| мелкие яблоки | 40 шт-                              | 4                |
| гранат        | 10 шт. (1 сорт) (или 20 шт. 2 сорт) | 8                |
| айва          | 10 шт. (1 сорт) (или 20 шт. 2 сорт) | 4                |
| фиги          | 25 шт. (1 сорт) (или 40 шт. 2 сорт) | 4                |
| виноград      | 4 либры                             | 4                |

| Продукт                           | Количество                                       | Цена (в динарах) |
| --------------------------------- | ------------------------------------------------ | ---------------- |
| свинина                           | 1 либра                                          | 12               |
| говядина                          | 1 либра                                          | 8                |
| козлятина                         | 1 либра                                          | 8                |
| баранина                          | 1 либра                                          | 8                |
| матка свиньи                      | 1 либра                                          | 24               |
| вымя свиньи                       | 1 либра                                          | 20               |
| свиная печень                     | 1 либра                                          | 16               |
| солонина                          | 1 либра                                          | 16               |
| менапская ветчина (Галлия)        | 1 либра                                          | 20               |
| свиная копчёная луканская колбаса | 1 либра                                          | 16               |
| луканская колбаса из говядины     | 1 либра                                          | 10               |
| заяц                              | 1 шт.                                            | 150              |
| кролик                            | 1 шт                                             | 40               |
| соня орешниковая                  | 1 шт.                                            | 40               |
| дикая свинья                      | 1 либра                                          | 16               |
| оленина                           | 1 либра                                          | 12               |
| морская рыба                      | 1 либра, 1 сорт, без костей (или 2 сорт)         | 24 (16)          |
| пресноводная рыба                 | 1 либра, 1 сорт (2 сорт)                         | 12 (8)           |
| рыба в маринаде                   | 1 либра                                          | 6                |
| устрицы                           | 100 шт.                                          | 100              |
| сардины                           | 1 либра                                          | 16               |
| фазан                             | 1 шт, откормленный (или дикий)                   | 250 (125)        |
| гусь                              | 1 шт, откормленный (или неоткормленный)          | 200 (100)        |
| куры                              | пара                                             | 60               |
| рябчик                            | 1 шт.                                            | 30               |
| дрозд                             | 10 шт.                                           | 60               |
| утка                              | пара                                             | 40               |
| щегол                             | 10 шт. из клеточного содержания (10 шт. — дикий) | 20 (16)          |
| воробей                           | 10 шт.                                           | 16               |
| павлин                            | самец (самка)                                    | 300 (200)        |

| Продукт             | Количество                      | Цена (в динарах) |
| ------------------- | ------------------------------- | ---------------- |
| Фалернское вино     | 1 секстарий                     | 30               |
| Местное вино        | 1 секстарий                     | 8                |
| Вино со специями    | 1 секстарий                     | 25               |
| Яйца                | 4 шт.                           | 4                |
| оливки, чёрные      | 1 секстарий                     | 4                |
| мёд                 | 1 сорт (2го сорта)              | 40 (24)          |
| соль                | 1 секстарий                     | 3 1/8            |
| гарум               | 1 секстарий, 1 сорт (2го сорта) | 16 (12)          |
| уксус, винный уксус | 1 секстарий                     | 6                |
| оливковое масло     | 1 секстарий, 1 сорт (2го сорта) | 40 (24)          |
| пшеница             | 1 модий (castrensis modius)     | 100              |
| рожь                | 1 модий (castrensis modius)     | 60               |
| чечевица            | 1 модий (castrensis modius)     | 100              |
| рис                 | 1 модий (castrensis modius)     | 200              |